# Millery, Rhône
Millery este o comună în departamentul Rhône din sud-estul Franței. În 2009 avea o populație de 3.524 de locuitori.

## Evoluția populației
| An        | 1975  | 1982  | 1990  | 1999  | 2006  | 2009  |
| --------- | ----- | ----- | ----- | ----- | ----- | ----- |
| Populație | 2.163 | 2.502 | 3.006 | 3.411 | 3.450 | 3.524 |